# Filip Jakob Erlah
Filip Jakob Erlah, ameriški duhovnik in misijonar slovenskega rodu, * 27. april 1839, Kovor, † 8. maj 1894, Chippewa Falls, Wisconsin.

## Žiljenje in delo
Po končani gimnaziji  v Ljubljani, je bogoslovje študiral v Gorici. Leta 1864 je odšel z misijonarjem Pircem v Ameriko, kjer je v Seminaryju of St. Francis, Milwaukee, Wisconsin 1865 dokončal bogoslovje in bil isto leto v Omahi posvečen. S prve župnije v Culumbusu je oskrboval številne misijone po Nebraski. Leta 1866 je prišel v Jackson, kjer je bil njegov brat učitelj in okrajni šolski nadzornik, 1869 v Cheyenne Wyoming, oskrbujoč misijonske postaje cele države Wyoming in velikega dela zapadne Nebraske, 1871 v Rulo, Nebraska, kjer je postavil cerkev Brezmadežneba Spočetja, 1873 zopet v Jackson, Nebaska, kjer je postavil župnišče in cerkev v New Castleu in South Creeku, 1877 v Grand Island, Nebraska, od koder je organiziral več novih postaj, 1880 je prišel v Hebron, Nebraska, kjer je dogradil cerkev sv. Srca in župnišče ter organiziral več postaj, 1885 odšel v marquetsko škofijo, bil 1888 župnik v Calumetu Michigan, 1889 v Iron Riverju in Manistiqueu, 1890 na otoku Mackinac in Menominee, 1891 v Ontonagonu, 1892 v Newberryju, 1893 v Bessemerju, slednjič v Chippewa Falls, Wisconsin kjer je tudi umrl.